# جون رايس جونز
جون رايس جونز (بالإنجليزية: John Rice Jones) (و. 1759 – 1824 م) هو محام من الولايات المتحدة الأمريكية .

## التعليم
تعلم في جامعة أوكسفورد.